# Alnaryds naturreservat
Alnaryds naturreservat är ett naturreservat i Karlskrona kommun i Blekinge län.
Reservatet utgörs till stor del av en välmarkerad del av Alnarydsåsen. Den höjer sig 20 meter och sluttar brant ner mot Nättrabyån, som har en fallhöjd på ca fem meter inom reservatet.
Området ligger strax norr om Alnaryds samhälle. Det bildades 1981 och omfattar 11 hektar.